# Râul Boholț
Râul Boholț este un afluent al râului Cincu. 

## Hărți
- Harta Județului Brașov